# Besny-et-Loizy
Besny-et-Loizy är en kommun i departementet Aisne i regionen Hauts-de-France i norra Frankrike. Kommunen ligger  i kantonen Laon-Nord som ligger i arrondissementet Laon. År 2022 hade Besny-et-Loizy 314 invånare.

## Befolkningsutveckling
Antalet invånare i kommunen Besny-et-Loizy
Referens: INSEE